# ジョン・キー
サー・ジョン・フィリップ・キー（Sir John Philip Key、NZM、1961年8月9日 - ）は、ニュージーランドの元政治家。ニュージーランド国民党第11代党首。第38代ニュージーランド首相。元メリルリンチ外国為替部長。

## 来歴
1961年8月9日にオークランドに誕生し、その後クライストチャーチで育つ。父はイギリスからの移民でスペイン内戦、第二次世界大戦に従軍した人物である。6歳の時に父が心臓病で死去。オーストリア系ユダヤ人の家系出身の母親に育てられる。クライストチャーチの公営住宅で母と2人の姉妹と暮らす。バーンサイド高校（Burnside High School）を卒業後、カンタベリー大学で会計学を専攻する。

### 為替取引人
大学卒業後は会計事務所監査役を経て、服飾工場レーン・ウォーカー・ラドキンに2年間勤務したのち、ウェリントンへ渡りエルダーズ・ファイナンスで為替取引人になる。その後、オークランドの投資金融機関バンカーズ・トラストに引き抜かれ7年間勤務したのち、1995年に米国系投資銀行メリルリンチに引き抜かれ移籍する。

### メリルリンチ時代
メリルリンチアジア外国為替部長（シンガポール支社）、グローバル外国為替部長（ロンドン支社）、アジア太平洋外国為替部長（シドニー支社）を経て、連邦準備制度理事会外国為替委員会委員（1999年から2001年まで）を歴任。ハーバード大学で経営学を学ぶ（なお、ハーバード大学で学位は取得していない）。為替取引で巨額の利益を得た一方、1998年のロシア財政危機では巨額の損失を発生されたことからメリルリンチ従業員を大量解雇した。2001年シドニー支社在籍時には整理解雇で500人を解雇したといわれる。長年務めた従業員に対して情も見せず解雇する姿から“微笑みの暗殺者”と呼ばれた。メリルリンチ在籍時の年俸は500万NZドル（およそ3億5千万円、当時レート）、個人資産は5000万NZドル（およそ35億円、当時レート）ともいわれる。

### 政界進出
幼少期から金持ちになることと、政治家になることを夢に掲げ、ジョン・スラター（元ニュージーランド国民党会長）の要請を受け、2001年にニュージーランドへ帰国する。ニュージーランド国民党に所属し、2002年の議会総選挙にヘレンズビル地区より出馬し初当選を果たす。ドン・ブラッシュの側近として財務副報道官（その後財務報道官）に就任する。2005年の総選挙でも当選を果たす。2006年11月にブラッシュの辞任によりニュージーランド国民党党首に就任する。政治家に転身後わずか4年での党首就任は異例の事態であり、ブラッシュ同様政治経験のない人物への手腕が注目された。政治家に転身して6年目の2008年、総選挙でニュージーランド国民党は政権を奪還し第38代ニュージーランド首相に就任。

### ニュージーランド首相
2009年8月、アメリカのオバマ政権からの要請で特殊空挺部隊を、アフガニスタンに派遣する意向を示した。
首相就任後、2009年10月にブレディスローカップ東京開催の視察を兼ねて日本を訪問。同年10月28日に明仁天皇に謁見、同年10月29日に鳩山由紀夫内閣総理大臣（当時）と首脳会談を行った。2012年ロシアAPEC首脳会議に参加した帰路、日本を訪問（同年9月9日から12日）。同年9月10日に宮城県七ヶ浜町を訪問、同年9月11日に野田佳彦首相と首脳会談を行った。
政治家としての人気は高く、2011年（2期目）、2014年（3期目）の総選挙で圧勝。
日本のTPP加盟とFTA締結を促している。
国旗変更を提唱し、2015年から2016年にかけて国民投票を実施したが否決された。

### 政界引退・その後
2016年12月5日、家庭の事情を理由に突然の首相辞任を表明。 同月12日、後任の首相にビル・イングリッシュ副首相が就任した。
2017年3月22日に議会で最終演説を行い、同年4月14日付で議員辞職。同年9月23日に総選挙が行われることから補欠選挙は行われず。
2017年6月の女王陛下誕生日にナイトの勲位を授与されSir（サー）の称号を得る。同年9月1日付でニュージーランド航空取締役に就任。同年12月にカンタベリー大学名誉博士。
2017年10月にニュージーランドで営業するオーストラリア・ニュージーランド銀行会長に内定。2018年1月に代表権を持たない同会長職に就任。

## 私生活
高校時代の同級生であるブロナー夫人と1984年に結婚し1男1女。
私邸をオークランド、ウェリントン、オマハ・ビーチ（ニュージーランド北島北東部）、ロンドンに持つ他、ハワイに別荘を持つ大富豪でもある。2008年7月には、ナショナル・ビジネス・レビュー紙（経済紙）が選ぶ『金持ちランキング』に登場するなど政治家に転身してからの資産増加には「金持ちがより金持ちになる」と批判も根強い。この批判を避けるため、議員報酬の一部をチャリティー活動に寄付している。